# Mauro Montalvão
Mauro Montalvão (1936 – 6 de fevereiro de 2010) foi um ex-apresentador de televisão e ex-locutor de rádio brasileiro.
Na década de 1970 fez o Programa Mauro Montalvão na extinta na TV Tupi no Rio de Janeiro entre 1973 e 1980. Seu programa retornou na extinta TV Rio, no fim da década de 80. Viria a falecer em 6 de fevereiro de 2010 de infarto fulminante do miocárdio.